# Centropogon brachysiphoniatus
Centropogon brachysiphoniatus är en klockväxtart som beskrevs av Alexander Zahlbruckner. Centropogon brachysiphoniatus ingår i släktet Centropogon och familjen klockväxter. Inga underarter finns listade i Catalogue of Life.